# NEWS.am
Новини от Армения, или NEWS.am (на арменски: Լուրեր Հայաստանից – NEWS.am) е една от водещите информационни агенции в Армения, основана през 2009 г. Денонощно публикува новини, свързани с Армения и света.
През 2014 г. агенцията извършва цялостно обновяване на стария уебсайт. Сайтът има две версии – настолна и мобилна. Мобилната версия поддържа както таблети с по-високи резолюции на екрана, така и смартфони с по-ниски разделителни способности. Версията поддържа портретна и хоризонтална ориентация. Според Similarweb и Alexa Internet за 2019 г. NEWS.am е на 1–во място по посещаемост сред новинарските сайтове в ArmNet.

## Концепция
NEWS.am е арменска независима информационно–аналитична агенция, специализирана в производството на информационни продукти, техния анализ и разпространение. Основната аудитория на агенцията са лица и организации, които се интересуват от получаване на информация за обществено–политически и икономически събития в Армения и Нагорни Карабах, както и за живота на арменската диаспора.
Агенцията се фокусира и върху големи световни събития, проблеми и тенденции. Сайтът е достъпен на 4 езика – арменски, английски, руски и турски.
Към 2018 г. представлява най-големият местен и глобален новинарски сайт в Армения. Един от петте най-влиятелни арменски новинарски сайта в четири държави (Франция, САЩ, Русия, Азербайджан), като във всяка от тях е и първият със своето влияние, с изключение на Русия, където заема второ място.